# Экальтадеты
Экальтадеты (ед. ч. экальтадета, лат. Ekaltadeta) — вымерший род гигантских сумчатых, родственный современным кенгуровым крысам.
Судя по строению жевательных зубов, экальтадеты были либо хищными, либо всеядными, предпочитающими мясо. Этот вывод основывается, прежде всего, на размере и форме крупного третьего взрослого коренного зуба, похожего на циркулярную пилу[что?], общего для всех видов рода. У некоторых видов были длинные клыки, подобные имеющимся у хищников.
Ископаемые остатки включают 2 почти полных черепа и многочисленные верхние и нижние челюсти.